# 上林記念病院
上林記念病院（かみばやしきねんびょういん）は、愛知県一宮市にある民間の精神科病院である。運営母体は、社会医療法人杏嶺会（きょうりょうかい）。杏嶺会グループの元となる病院であり、尾張西部医療圏の精神科領域を担当している。認知症患者の受け入れも実施している。認知症での入院治療も可能(※レカネマブ現状非対応)。2024年より携帯持ち込み可能(※主治医の許可、要同意書)のストレスケア病棟(※対象疾患＝うつ病、アルコール依存症)がある。
精神科の診察は世代ごとで3つに分かれており、15歳以上（成人）の精神科外来、児童精神のこども発達センターあおむし外来、高齢者のもの忘れ外来がある。待期期間2～4か月。
精神科リハビリテーション（精神科作業療法）をはじめ、児童精神を診療する「こども発達センターあおむし」、こどもからおとなまで社会に復帰できるようサポートする「社会復帰部門（児童思春期デイケア、社会復帰センターつどい、自立支援センターほっぷ）」、精神科領域の訪問看護ステーション（訪問看護ステーションあんず）の事業所も保有している。

## 診療科・部門
- 精神心療科（精神科/心療内科/もの忘れ外来）
- その他の診療科（内科/リハビリテーション科）
- 看護部
- 中央診療部
- 社会復帰部門（自立支援センターほっぷ/社会復帰センターつどい/JOY高校生・青年期コース/訪問看護ステーションあんず※精神科）
- こども診療部（こども発達センターあおむし/児童・思春期デイケアJOY）
- 訪問看護ステーションあんず※精神科
- 事務部（医療福祉相談室/医療事務/施設管理）
- 認知症初期集中支援センターあんず（一宮市委託事業）
- いちのみやアルコール医療センター（愛知県依存症専門医療機関）

## 病棟構成
- A棟、B棟、C棟の3棟構成。精神科救急急性期病棟(閉鎖病棟)の他、精神科一般病棟、精神科療養病棟、認知症専門病棟、携帯を持ち込める軽度の方を対象とした療養病棟　等。（フロアガイド）

## 沿革
- 1948年（昭和23年）：中島群奥町出張所に先代上林院長が赴任。
- 1955年（昭和30年）：上林医院を開設。
- 1965年（昭和40年）：奥町病院に改称。
- 1988年（昭和63年）：医療法人杏嶺会を設立。
- 1991年（平成3年）：上林記念病院に改称。
- 1997年（平成9年）：上林記念病院に隣接して、老人保健施設やすらぎを開設。
- 1998年（平成10年）：精神科デイケアセンターつどい 開設。
- 2014年（平成26年）：上林記念病院 新館竣工。
- 2015年（平成27年）：訪問看護ステーションあんず（精神科訪問看護） 開設。
- 2017年（平成29年）1月：訪問看護ステーションあんずに訪問リハビリテーション部門併設。
- 2021年（令和3年）：依存症専門医療機関（アルコール健康障害）認定
- 2022年（令和4年）：地域医療連携室 開設、「一宮市障がい者相談支援センターいまいせ」から、「一宮市障がい者相談支援センターやすらぎ：」に名称変更＆老健やすらぎ内に移転
- 2023年（令和5年）：認知症疾患医療センター認定、回復期リハビリテーション病棟を一宮西病院へ移管。
- 2024年（令和6年）：メンタルケア病棟

## 交通機関
- 名鉄尾西線 奥町駅より徒歩約7分。

## 杏嶺会グループの医療・保健・福祉施設
- 一宮西病院 ※2023年7月1日 新館B棟オープン
- 尾西記念病院 ※2023年6月末閉院（一宮西病院と併合）
- いまいせ心療センター※2024年2月末閉院（上林記念病院と併合）
- 老人保健施設やすらぎ
- 一宮医療療育センター